# 3908 Nyx
3908 Nyx је Амор астероид. Приближан пречник астероида је 1,0 ,
а средња удаљеност астероида од Сунца износи 1,927 астрономских јединица (АЈ).
Инклинација (нагиб) орбите у односу на раван еклиптике је 2,181 степени, а орбитални период износи 977,273 дана (2,675 године). Ексцентрицитет орбите астероида износи 0,458.
Апсолутна магнитуда астероида износи 17,4 а геометријски албедо 0,23.
Астероид је откривен 6. августа 1980. године.